# Gromov-hyperbolischer Raum
In der Mathematik ist ein Gromov-hyperbolischer Raum ein Raum mit „gleichmäßig dünnen Dreiecken“. Dieser Begriff axiomatisiert und verallgemeinert Räume negativer Krümmung und hat sich in vielen Bereichen der Mathematik als nützlich erwiesen.

## Definition

Ein geodätisches Dreieck in einer negativ gekrümmten Fläche

Ein geodätischer metrischer Raum heißt δ-hyperbolisch für ein δ≥0, wenn alle geodätischen Dreiecke δ-dünn sind, d. h. jede Kante des Dreiecks in der δ-Umgebung der Vereinigung der beiden anderen Kanten enthalten ist:
{\displaystyle [x,y]\subseteq U_{\delta }([y,z]\cup [z,x]),}
{\displaystyle [y,z]\subseteq U_{\delta }([z,x]\cup [x,y]),}
{\displaystyle [z,x]\subseteq U_{\delta }([x,y]\cup [y,z]).}
Diese Bedingung ist zum Beispiel für geodätische Dreiecke in Bäumen mit {\displaystyle \delta =0} oder in der hyperbolischen Ebene mit {\displaystyle \delta =ln({\sqrt {2}}+1)} erfüllt, allgemeiner für geodätische Dreiecke in einfach zusammenhängenden Riemannschen Mannigfaltigkeiten negativer Schnittkrümmung.

Ein δ-dünnes Dreieck

Ein metrischer Raum heißt Gromov-hyperbolisch, wenn er δ-hyperbolisch für ein δ≥0 ist.
Äquivalent kann man Hyperbolizität mithilfe des Gromov-Produktes definieren. Ein metrischer Raum ist dann δ-hyperbolisch, wenn für alle p, x, y und z in X gilt
{\displaystyle (x,z)_{p}\geq \min {\big \{}(x,y)_{p},(y,z)_{p}{\big \}}-\delta .}
Die δ-Hyperbolizität bezüglich der ersten Definition ist äquivalent zur δ-Hyperbolizitat bezüglich der zweiten Definition mit einem möglicherweise anderen Wert der Konstante δ.

## Hyperbolische Gruppen
Eine hyperbolische Gruppe ist eine endlich erzeugte Gruppe, deren Cayley-Graph zu einem endlichen Erzeugendensystem δ-hyperbolisch für ein δ>0 ist. (Bis auf die Konstante δ ist diese Bedingung unabhängig von der Wahl des endlichen Erzeugendensystems.)

## Gromov-Rand
Der Gromov-Rand {\displaystyle \partial _{\infty }X} eines δ-hyperbolischen metrischen Raumes {\displaystyle X} ist definiert als die Menge der Äquivalenzklassen von Folgen {\displaystyle (x_{n})_{n\in N}\subset X} bzgl. der Äquivalenzrelation
{\displaystyle (x_{n})_{n\in N}\sim (y_{n})_{n\in N}\Longleftrightarrow \lim(x_{n},y_{n})_{o}=\infty }
für einen beliebigen (fest gewählten) Basispunkt {\displaystyle o\in X}. 
Die Topologie des Gromov-Randes wird festgelegt durch die Umgebungsbasis bestehend aus den Mengen
{\displaystyle U(\xi ,r):=\left\{\eta \in \partial _{\infty }X:\exists (x_{i}),(y_{j})\ s.d.\ \xi =\left[x_{i}\right],\eta =\left[y_{j}\right],\liminf _{i,j\to \infty }(x_{i},y_{j})_{o}\geq r\right\}}
mit {\displaystyle \xi \in \partial _{\infty }X,r\geq 0}.
Das Gromov-Produkt lässt sich zu einer stetigen Funktion
{\displaystyle (.,.)_{o}\colon \partial _{\infty }X\times \partial _{\infty }X\to \left[0,\infty \right]}
fortsetzen.